# Dylan Gelula
Dylan Gelula (nacida el 7 de mayo de 1994) es una actriz estadounidense conocida por su papel de Xanthippe en Unbreakable Kimmy Schmidt, así como por su trabajo en películas independientes. Gelula hizo su debut cinematográfico como actriz principal en la película de drama romántico First Girl I Loved (2016) y desde entonces ha actuado en las películas Flower (2017), Support the Girls (2018), Her Smell (2018), Shithouse (2020), y Dream Scenario (2023).

## Primeros años
Gelula nació el 7 de mayo de 1994 en Filadelfia, Pensilvania. Se crio en el judaísmo reformista. Asistió a Lower Merion High School y recuerda haber pasado por momentos difíciles en la escuela secundaria, haber estado "muy sola, pero muy cómoda estando sola", y asistir a la escuela con tan poca frecuencia que se vio obligada a repetir su último año o abandonar la escuela. Terminó abandonando los estudios y mudándose sola a Los Ángeles a la edad de diecisiete años.

## Carrera
Gelula comenzó su carrera como actriz a la edad de diez años como extra en la película de M. Night Shyamalan Lady in the Water, que más tarde reveló que ni ella ni sus padres vieron nunca. Dos años después, en sexto grado, encontró un gerente. Antes de mudarse a Los Ángeles, su agente en Nueva York le consiguió una audición para el papel de Jean Fordham en una producción de Arden Theatre Company de Agosto (condado de Osage), dirigida por Terry Nolen, que acabó protagonizando. Recuerda haber intentado originalmente rechazar el papel, pero luego se dio cuenta de que estaba muy interesada en él.
Después de mudarse a Los Ángeles a la edad de 17 años, trabajó como camarera en un restaurante de lujo en Santa Mónica, del cual fue rápidamente despedida. También trabajó como compradora en Wasteland, una tienda de caridad. Ha tenido papeles invitados en NCIS, Are We There Yet? y Law & Order: Special Victims Unit. Gelula también interpretó a Gretchen Doyle en Jennifer Falls, Ford en Chasing Life y Xanthippe en Unbreakable Kimmy Schmidt.
Cuando Gelula audicionó inicialmente para el papel de Xanthippe en Unbreakable Kimmy Schmidt, estaba en Los Ángeles, pero el casting solo se realizaba en la ciudad de Nueva York. Le dio al equipo del programa una cinta de audición y un mes después recibió una llamada informándoles que estaban interesados en ella para el papel. El equipo le pidió que hiciera una lectura de mesa con el elenco antes de que le dieran el papel, y finalmente recibió el papel. Ella afirma que no sabe por qué al personaje de Xantipa se le dio el nombre que le dieron.
En 2016, Gelula hizo su debut cinematográfico como actriz principal en la película de drama romántico First Girl I Loved, dirigida por Kerem Sanga. La película se estrenó en el Festival de Cine de Sundance de 2016 y ganó el premio del público a Best Of NEXT. La actuación de Gelula en la película como Anne recibió excelentes críticas de varios críticos. Ese mismo año tuvo papeles recurrentes en programas como la comedia para adolescentes Filthy Preppy Teens y la comedia dramática Causal de Hulu. Continuó apareciendo en numerosas películas independientes, incluidas Flower (2017), Support the Girls (2018) y Her Smell (2018).
En 2020, Dylan creó un podcast con Broti Gupta llamado Lecture Hall, con invitados como Ayo Edebiri y Rachel Sennott. Actuó en el debut cinematográfico como director de Cooper Raiff, Shithouse (2020), donde interpretó el papel romántico junto a Raiff. La película ganó el Gran Premio del Jurado a la Mejor Película Narrativa en el Festival SXSW. En 2023, tuvo un papel secundario como Molly, la asistente de un agente de talentos, en la comedia negra psicológica Dream Scenario de Kristoffer Borgli, protagonizada por Nicolas Cage.

## Filmografía

### Películas
| Año  | Título                 | Papel               | Notas               |
| ---- | ---------------------- | ------------------- | ------------------- |
| 2006 | Lady in the Water      | Chica en la piscina | Extra no acreditado |
| 2010 | Recycle Me             | Fiona               | Cortometraje        |
| 2013 | Lucy, 4:57 PM          | Lucy                | Cortometraje        |
| 2016 | First Girl I Loved     | Anne                |                     |
| 2017 | Flower                 | Kala                |                     |
| 2017 | BearGirl               | BearGirl            | Cortometraje        |
| 2018 | Support the Girls      | Jennelle            |                     |
| 2018 | Under the Eiffel Tower | Rosalind            |                     |
| 2018 | Her Smell              | Dottie O.Z.         |                     |
| 2020 | Horse Girl             | Jane Doe            |                     |
| 2020 | Shithouse              | Maggie              |                     |
| 2022 | I Want You Back        | Lisa                |                     |
| 2023 | Dream Scenario         | Molly               | [ 10 ]              |
| 2023 | Helen's Dead           | Addie               |                     |

### Televisión
| Año       | Título                            | Papel                        | Notas                                     |
| --------- | --------------------------------- | ---------------------------- | ----------------------------------------- |
| 2011      | Law & Order: Special Victims Unit | Becca                        | Episodio: "Totem"                         |
| 2011      | Are We There Yet?                 | Amy                          | Episodio: "The Lindsay Gets High Episode" |
| 2013      | NCIS                              | Marie Markin joven           | Episodio: "Once a Crook"                  |
| 2014      | Jennifer Falls                    | Gretchen Doyle               | 10 episodios                              |
| 2014–2015 | Chasing Life                      | Ford                         | 13 episodios                              |
| 2015–2020 | Unbreakable Kimmy Schmidt         | Xanthippe Lannister Voorhees | 13 episodios                              |
| 2016      | Filthy Preppy Teens               | Parker                       | 8 episodios                               |
| 2016      | Casual                            | Aubrey                       | 7 episodios                               |
| 2019–2020 | Shameless                         | Megan                        | 5 episodios                               |
| 2020      | A Teacher                         | Hook-Up Girl                 | Episodios: "Episode 7"                    |
| 2022      | Loot: todo el dinero              | Hailey                       | 3 episodios                               |